# Diaphragma sellae
Het diaphragma sellae is een plat stuk van het harde hersenvlies met een cirkelvormig gat erin, waar het infundibulum doorheen loopt. Het infundibulum verbindt de hypothalamus en de neurohypofyse met elkaar. De hypofyse hangt onder het diaphragma sellae, die als het ware een dak vormt boven het Turks zadel, waar de hypofyse in ligt.